# Ömer Şahin
Ömer Şahin (* 5. Juni 1995) ist ein türkischer Leichtathlet, der sich auf den Diskuswurf spezialisiert hat.

## Sportliche Laufbahn
Erste Erfahrungen bei internationalen Meisterschaften sammelte Ömer Şahin im Jahr 2019, als er bei den Balkan-Meisterschaften in Prawez mit einer Weite von 55,35 m den sechsten Platz belegte. Im Jahr darauf gelangte er bei den Balkan-Meisterschaften in Cluj-Napoca mit 54,40 m auf Rang fünf und 2022 wurde er bei den Balkan-Meisterschaften in Craiova mit 59,66 m Sechster, ehe er bei den Mittelmeerspielen in Oran mit 57,87 m auf Rang acht landete. Im August belegte er bei den Islamic Solidarity Games in Konya mit 60,02 m den vierten Platz. 2023 wurde er bei der 1. Liga der Team-Europameisterschaft im Rahmen der Europaspiele in Chorzów mit 57,75 m Elfter, ehe er bei den Balkan-Meisterschaften in Kraljevo mit 57,13 m den sechsten Platz belegte. Im Jahr darauf belegte er bei den Balkan-Meisterschaften in Izmir mit 55,90 m den siebten Platz. 2025 wurde er bei der 2. Liga der Team-Europameisterschaft in Maribor mit 62,62 m Vierter, ehe er bei den Balkan-Meisterschaften in Volos mit 59,67 m die Bronzemedaille hinter dem Rumänen Alin Firfirică und Dimitrios Pavlidis aus Griechenland gewann.
In den Jahren 2020 und 2022 sowie 2023 und 2024 wurde Şahin türkischer Meister im Diskuswurf.